# エドワード (ケント公)
ケント公爵エドワード王子（英: Prince Edward, Duke of Kent, 全名エドワード・ジョージ・ニコラス・ポール・パトリック（英: Edward George Nicholas Paul Patrick）, KG, GCMG, GCVO、1935年10月9日 - ）は、イギリスの王族。
初代ケント公爵ジョージ（ジョージ5世の四男）の長男で、イギリス女王エリザベス2世の従弟。母マリナはギリシャ王家出身で、女王の夫エディンバラ公フィリップの従姉である。2023年6月現在では、英国王位継承順位41番目にある。

## 経歴

### 出生
ケント公ジョージとマリナの長男として、ロンドンで生まれ、1935年11月20日にバッキンガム宮殿内のプライベートチャペルで、カンタベリー大主教であるコズモ・ラングによって洗礼を施される。代父母には、ジョージ5世、メアリー・オブ・テック、プリンス・オブ・ウェールズ（のちのエドワード8世）、ヘアウッド伯爵夫人メアリー、コノート公アーサー、アーガイル公爵夫人ルイーズ、ギリシャ王子ニコラオスがいる。

### 教育
少年時代は、バークシャーのラドグローブ・プレパラトリー・スクールを経て、イートン校やスイスのボーディングスクールであるル・ロゼで学んだ。卒業後は、サンドハースト王立陸軍士官学校に進み、在学中にフランス語の通訳としての資格を取得した。

### 襲爵
1942年8月25日に、父ジョージが飛行機事故で急逝したことに伴い、6歳でケント公爵、セント・アンドルーズ伯爵、ダウンパトリック男爵の爵位を継ぐことになった。
王室の公爵として、早くに王族としての公務をこなさなくてはならないようになったケント公は、1952年の伯父ジョージ6世の国葬では棺とともに歩く役割を担い、翌1953年の従姉エリザベス2世の戴冠式においては、エジンバラ公フィリップとグロスター公ヘンリーに次ぐ順位で祝辞を述べた。
1959年には、貴族院議員となった。貴族院改革で世襲貴族の議席が92議席に制限された1999年まで在職した。

### 軍歴
1955年に士官学校を卒業した後は、ロイヤルスコッチグレイ（第2竜騎兵）連隊の少尉に任官した。以降は香港やキプロスで軍務に就き、1976年に中佐の階級で除隊した。1983年6月11日に少将、1983年6月11日には陸軍元帥となった。

### 公務
少年時代から50年以上もの間、女王の代理としての役割を果たし続け、かつてのイギリスの植民地であるシエラレオネ、ウガンダ、ガイアナ、ガンビアの独立祝賀式典や、最近ではガーナの独立50周年記念式典に出席した。
日本へもたびたび訪問、皇居で天皇・皇后と会見も行っている。
貿易産業省の貿易および投資に関するイギリスの特別代表として、国外における見本市や国際会議などに参加する職務にあたっていたが、現在はヨーク公アンドルーにその地位を譲っている。
全英ローンテニス・アンド・クロッケー・クラブの会長であり、そこで開催されるウィンブルドン選手権の優勝者に優勝盾を授与する人物として知られている。2021年で会長職を引退する。また2001年まではSpecial Representative for International Trade and Investmentの代表も務めていた。
1999年、南アフリカ共和国のボーア戦争100周年の式典に出席した。ケント公は、ボーア戦争でイギリスが非戦闘員を強制収容所に収容し、多数の死者を出した行為について、「アフリカ（原住民の）黒人に対し、大変酷い仕打ちをしたことは英国の恥辱」であり、「権利の無視が二度とあってはならない」と謝罪した。

## フリーメイソン
ケント公は1963年12月16日に第16ロイヤル・アルファ・ロッジに加入し、フリーメイソンとなった
1967年から現在に至るまでイングランド・連合グランドロッジの第10代グランドマスターを務めている。在職期間最長のグランドマスターである。2013年12月にフリーメイソン加入50周年記念を迎えた。

## 家族

ケント公エドワードの紋章

1961年に第4代準男爵ウィリアム・ワースリーの娘キャサリンと結婚し、
- 長男：ジョージ（1962年 - ） - 儀礼称号でセント・アンドルーズ伯爵
- 長女：ヘレン（1964年 - ） - 美術商ティモシー・テイラーと結婚
- 次男：ニコラス（1970年 - ）
- 三男：パトリック（1977年） - 生後ただちに死去

をもうけた。
長男ジョージはカトリック教徒のイタリア系カナダ人女性シルヴァナ・トマセッリと結婚し、1701年王位継承法の規定によりイギリス王位継承権を失った。また、ジョージの子供たちもカトリックへの改宗により継承権を失っている。さらに、次男ニコラス卿も自身のカトリックへの改宗により継承権を失った。このうちジョージは2013年王位継承法により継承権が回復した。なお、キャサリン夫人も1994年にカトリックに改宗している。

## トリビア
- 父ジョージは、1936年に伯父エドワード8世が退位を表明した際、廷臣たちから後継者として名前を挙げられたことがあった。そのため、エドワード自身も事と次第によっては現在のイギリス国王となっていた可能性があった。

## 栄典

### 爵位
- 1942年8月25日、ケント公爵（1934年創設連合王国貴族爵位）
- 1942年8月25日、セント・アンドルーズ伯爵（1934年創設連合王国貴族爵位）
- 1942年8月25日、ダウンパトリック男爵（1934年創設連合王国貴族爵位）[6]。

### 勲章
- 1960年、ロイヤル・ヴィクトリア勲章ナイト・グランド・クロス（GCVO）
- 1967年、聖マイケル・聖ジョージ勲章ナイト・グランド・クロス（GCMG）
- 1985年、ガーター勲章ナイト（KG）[6]

## 称号
- 1935年10月9日 - 1942年8月25日
エドワード・オブ・ケント王子殿下（His Royal Highness Prince Edward of Kent）
- 1942年8月25日 - 
ケント公爵殿下（His Royal Highness The Duke of Kent）